# Kazakstan i Junior Eurovision Song Contest
Kazakstan debuterade i Junior Eurovision Song Contest 2018 och har till och med 2022 deltagit 5 gånger. Landet hade tidigare uttryckt intresse för att delta genom att skicka delegationer till tävlingen 2013 och 2017, samt att de sände 2017 års tävling. Detta var första gången landet deltog i något Eurovisionsevenemang.

## Deltagare
| År                     | Artist                                | Bidrag                                      | Översättning      | Placering | Poäng |
| 2018                   | Danelija Tulesjova                    | "Özinge sen" (Өзіңе сен)                    | Du själv          | 6         | 171   |
| 2019                   | Jerzjan Maksim                        | "Armanyngnan qalma (Арманыңнан қалма)"      | Lugnet i din röst | 2         | 227   |
| 2020                   | Karakat Bashanova                     | "Forever"                                   | Evigt             | 2         | 152   |
| 2021                   | Alinur Khamzin och Beknur Zhanibekuly | "Ertegı älemı (Fairy World)" (Ертегі әлемі) | Magisk värld      | 8         | 121   |
| 2022                   | David Charlin                         | ”Jer-Ana (Mother Earth)”                    | Moder Jord        | 15        | 47    |
| Deltar inte sedan 2023 |                                       |                                             |                   |           |       |